# García de Cubillas
García de Cubillas (1484-1559) fue un maestro cantero cántabro, natural de Matienzo, en el Valle de Ruesga. 

## Biografía
García de Cubillas nace en 1485 en Matienzo (Cantabria). En 1523, participa en el traslado de una portada gótica desde las ruinas de la Antigua Catedral de Santa María de Segovia a la Iglesia de Santa María de Fuentepelayo (Segovia). En 1525, se le nombró aparejador de las obras de la Catedral de Segovia a las órdenes de Juan Gil de Hontañón, con quién había participado en la obra anteriormente citada. La relación entre ambos fue tan estrecha que Juan Gil de Hontañón le nombró testamentario. En 1526, fallece Juan Gil de Hontañón, y su hijo, Rodrigo Gil de Hontañón, le sustituye como máximo responsable de las obras de la Catedral de Segovia, sin embargo, sus continuadas ausencias le impiden desempeñar sus funciones correctamente, y García de Cubillas se convierte en el responsable de facto.
En 1527, como consecuencia de la falta de entendimiento generada por la ausencias de Rodrigo Gil de Hontañón, García de Cubillas tiene que comprometerse por escrito a no tomar ninguna iniciativa sin contar previamente con su aprobación. En 1528, Rodrigo Gil de Hontañón y García de Cubillas son contratados para ejecutar las obras de la Iglesia de Nuestra Señora de la Asunción de Miraflores de la Sierra (Madrid). En 1536, Rodrigo Gil de Hontañón es finalmente despedido, contratándose a García de Cubillas como Maestro Mayor del Obispado, responsable de las obras de la Catedral de Segovia y de las obras de las iglesias parroquiales pertenecientes a la diócesis de Segovia. En la Catedral de Segovia García de Cubillas no fue un mero ejecutor de proyectos puesto que completó, modificó y desarrolló las trazas de sus antecesores, considerándosele autor de alguna de las trazas conservadas en el Archivo Diocesano de Segovia.
En 1537, García de Cubillas traza la cabecera de la Iglesia de Santo Domingo de Silos de Fuentesaúco de Fuentidueña (Segovia) cuya obras son ejecutadas por Diego Sanz de Carranza. En 1538, García de Cubillas traza el cuerpo de la Iglesia de Nuestra Señora de la Asunción de Marazuela (Segovia) cuya obras son ejecutadas por su sobrino, Diego de Cubillas. En 1543, Juan de Cubillas comienza a trabajar como cantero en las obras de la Catedral de Segovia que dirige su padre. Este periodo de aprendizaje le permitirá obtener la formación necesaria para trabajar por su cuenta en muy poco tiempo.García de Cubillas fallece en 1559 en Segovia.

## Obras
Entre las obras en las que participó, se encuentran las que se enumeran a continuación:
- Iglesia de Santa María de Fuentepelayo (Segovia).
- Catedral de Segovia.
- Iglesia de Nuestra Señora de la Asunción de Miraflores de la Sierra (Madrid).
- Iglesia de Santo Domingo de Silos de Fuentesaúco de Fuentidueña (Segovia).
- Iglesia de Nuestra Señora de la Asunción de Marazuela (Segovia).

### Artículos
- Esteban Molina, Jorge (2014). «Las reformas arquitectónicas del siglo XVI en la antigua iglesia de San Pedro de Íscar (Valladolid)». Boletín del Seminario de Estudios de Arte y Arqueología (Universidad de Valladolid) (Nº 80): 61-84. ISSN 1888-9751.

- Moreno Alcalde, María (1989). «La portada de Santa María de Fuentepelayo (Segovia)». Anales de Historia del Arte (Universidad Complutense de Madrid) (Nº 1): 73-89. ISSN 1988-2491.

### Libros
- González Echegaray, María del Carmen (1925). Artistas cántabros de la edad moderna : su aportación al arte hispánico: (diccionario biográfico-artístico). Universidad de Cantabria. ISBN 978-84-87412-58-5.

- Llaguno y Amirola, Eugenio (1977). Noticias de los arquitectos y arquitectura de España. Turner Publicaciones, S.L. ISBN 978-84-85137-46-6.

- Casaseca Casaseca, Antonio (1988). Rodrigo Gil de Hontañón (Rascafría, 1500 - Segovia, 1577). Junta de Castilla y León. ISBN 978-84-7846-000-7.

- Moreno Alcalde, María (1990). La arquitectura gótica en la Tierra de Segovia. Obra Social y Cultural de la Caja de Ahorros y Monte de Piedad de Segovia. ISBN 978-84-505-9825-4.

- Cortón de las Heras, María Teresa (1997). La construcción de la Catedral de Segovia (1525-1607). Obra Social y Cultural de la Caja de Ahorros y Monte de Piedad de Segovia. ISBN 978-84-89711-09-9.

- Redondo Cantera, María José (2003). El arte de la cantería. Centro de estudios montañeses. ISBN 84-932327-6-9.